# Хунжэнь
Хунжэ́нь (кит. 弘仁, пиньинь Hóngrén, 1610—1663), мирские фамилия и имя Цзян Тао (кит. трад. 江韜, упр. 江韬, пиньинь Jiāng Tāo) — раннецинский художник, член Синьаньской школы живописи («синьань пай» 新安派), работы которого некоторые исследователи сравнивают с творчеством юаньского мастера живописи — Ни Цзаня. Как пишет Чжан Гэн, автор солидного трактата о живописи, Хунжэнь был искусен не только в живописном творчестве, но также в литературе и в стихосложении.

## Биография
Цзян Тао родился в уезде Шэсянь. В детстве был чудаковатым, закомплексованным и замкнутым ребенком. Ещё с раннего детства он увлекался литературой и, очень рано потеряв отца, принялся рисовать, чтобы обеспечить и без того бедную семью. Однако ни одна работа, которую можно было бы связать с тем периодом жизни художника, не сохранилась даже в копиях.
Параллельно с этим не прекращал свою учёбу, и ещё до падения империи Мин получил невысокий чиновничий пост, сдав государственные экзамены на степень сюцая 秀才 (неофициальное разговорное название 生員 шэньюаня ― первой из трёх учёных степеней в системе государственных экзаменов кэцзюй при империях Мин и Цин).
Его стиль описывают как «дематериализованная, очищенная картина мира, …, привносящая спокойствие посредством геометрических абстракций». Стоит только посмотреть на картины «Горы и реки осенью» («цюцзин шань-шуй ту» 秋景山水圖) и «Подражание истокам» («фан ни шань-шуй ту» 仿倪山水圖), чтобы понять, что это определение полнее всего отражает суть творчества художника.
Потеря отца, разочарованность жизнью, падение империи Мин, заставили Цзян Тао отказаться от прежнего образа жизни и уйти в монастырь на горе Уишань, взяв буддийское имя «Хунжэнь». Впоследствии, в связи с этим, наравне с Куньцанем, Чжу Да и Шитао, его стали называть одним из «четырёх великих монахов» («сысэн» 四僧). Всех четверых объединяет то, что свою неудовлетворённость новым миром стремятся выразить не каким-либо агрессивно-политическим способом, а посредством пейзажной живописи.
В частности, в работах Хунжэня тёмные рисунки гор и равнин навевают на человека, смотрящего на картину, чувство меланхолии. «Сосна, долина, источник» («Сун хэ цин цюань ту» 松壑清泉圖) — картина, выполнена техникой двойного контура («шуан гоу чжу» 雙鉤竹) — методом наброски основы рисунка, которую затем закрашивают красками. Агрессивные, дерзкие черты гор, колючие деревья, которые прорываются сквозь камень — это то, что выражает безумство мира, которое пытается раскрыть художник.
Покинув монастырь на Уишане, Хунжэнь отправился скитаться по юго-западу Китая, а в итоге вернулся на свою родину — в Шэсянь. Однако он никогда не забывал о горах, регулярно забираясь на Хуаншань, который и стал постоянным объектом поздней живописи Хунжэня. Об этом можно судить по работам-эскизам, например «Эскиз в стиле шань-шуй» («шань-шуй цэ» 山水冊). Недаром в традиционной китайской историографии Китая часто встречается фраза «Ши-тао постиг душу гор Хуаншань, Мэй-Цин — их форму, а Хунжэнь — их сущность». Уединившись на долгое время в хуаншаньском монастыре Гухан, он как никто научился видеть горы такими, какие они есть: величественные и громадные, сквозь которые словно лезвиями прорывается горный поток.

## Список Литературы
1. Духовная культура Китая: энциклопедия: в 5 т. / гл. ред. М. Л. Титаренко; Ин-т Дальнего Востока. — М.: Вост. лит., 2006-. Т. 6 (дополнительный)
2. Искусство / ред. #М. Л. Титаренко и др. — 2010. — 1031 с.
3. Завадская Е. В. Эстетические проблемы живописи старого Китая. М., 1975,